# Tranqueville-Graux
Pour les articles homonymes, voir Graux.
Pour les articles homonymes, voir Graux (homonymie).
Tranqueville-Graux est une commune française située dans le département des Vosges en région Grand Est.

## Géographie

### Localisation
Les villages proches de Tranqueville-Graux sont : Gémonville à 3,7 km ; Martigny-les-Gerbonvaux à 4,3 km ; Harmonville à 4,4 km ; Autreville à 5 km ; Aroffe à 5,6 km.

### Géologie et relief
La commune se compose de 909,44 hectares de territoires agricoles (60,67 %) et 589,11 hectares de forêts et milieux semi-naturels (39,30 %).

### Hydrographie et les eaux souterraines
Hydrogéologie et climatologie : Système d’information pour la gestion des eaux souterraines du bassin Rhin-Meuse :
Territoire communal : Occupation du sol (Corinne Land Cover); Cours d'eau (BD Carthage),
Géologie : Carte géologique; Coupes géologiques et techniques,
 Hydrogéologie : Masses d'eau souterraine; BD Lisa; Cartes piézométriques.
La commune est située dans le bassin versant de la Meuse au sein du bassin Rhin-Meuse. Elle est drainée par l'ruisseau l'Aroffe,.
L'Aroffe, d'une longueur totale de 50,2 km, prend sa source dans la commune de Beuvezin et se jette dans la Meuse à Rigny-la-Salle, après avoir traversé 18 communes.

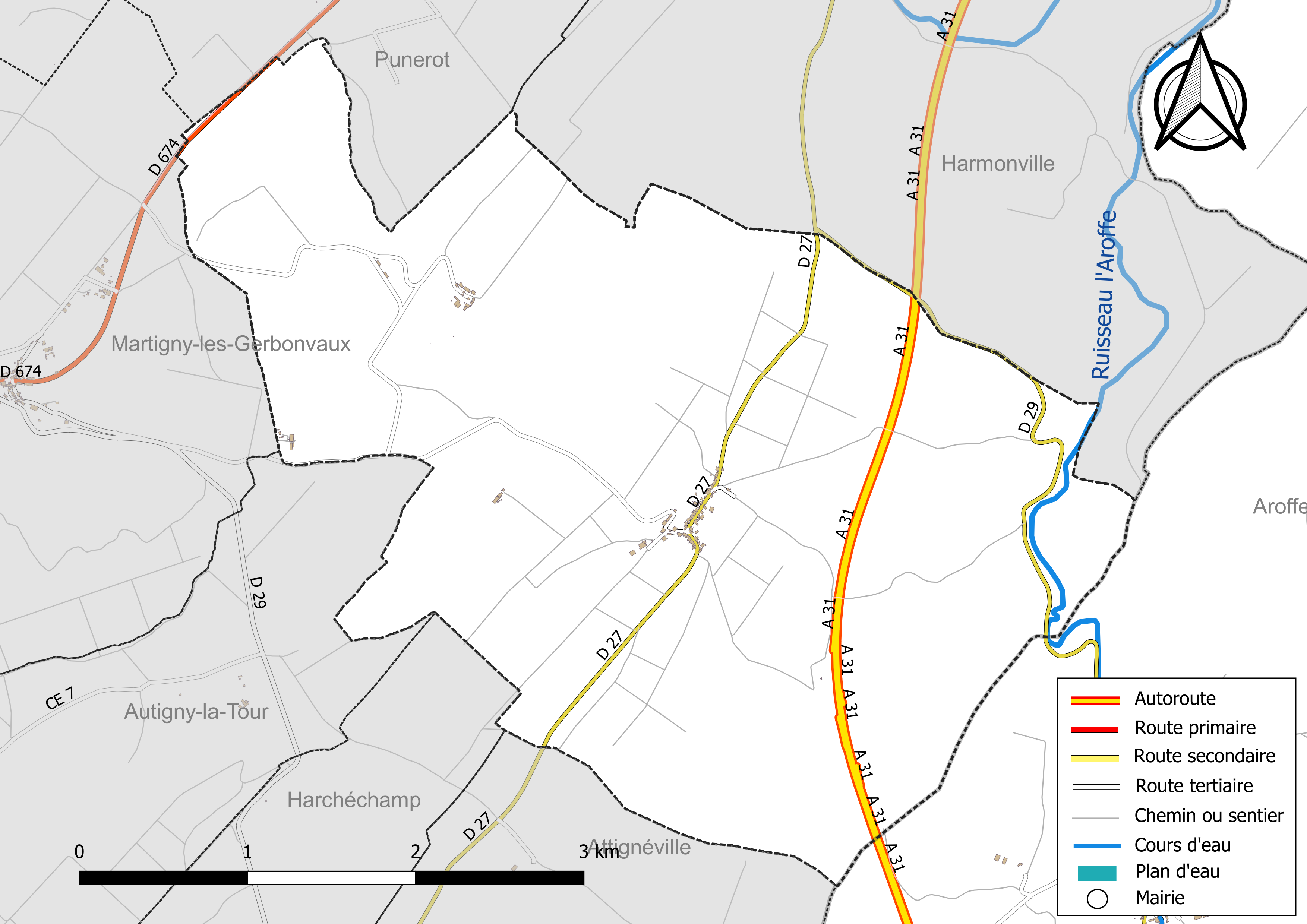
Réseaux hydrographique et routier de Tranqueville-Graux.

La qualité des cours d’eau peut être consultée sur un site dédié géré par les agences de l’eau et l’Agence française pour la biodiversité.

### Climat
Pour des articles plus généraux, voir Climat du Grand Est et Climat des Vosges.
En 2010, le climat de la commune est de type climat de montagne, selon une étude du Centre national de la recherche scientifique s'appuyant sur une série de données couvrant la période 1971-2000. En 2020, Météo-France publie une typologie des climats de la France métropolitaine dans laquelle la commune est exposée à un climat océanique altéré et est dans la région climatique  Lorraine, plateau de Langres, Morvan, caractérisée par un hiver rude (1,5 °C), des vents modérés et des brouillards fréquents en automne et hiver.
Pour la période 1971-2000, la température annuelle moyenne est de 9,3 °C, avec une amplitude thermique annuelle de 16,7 °C. Le cumul annuel moyen de précipitations est de 958 mm, avec 12,7 jours de précipitations en janvier et 9,5 jours en juillet. Pour la période 1991-2020, la température moyenne annuelle observée sur la station météorologique de Météo-France la plus proche, « Rollainville », sur la commune de Rollainville à 12 km à vol d'oiseau, est de 10,3 °C et le cumul annuel moyen de précipitations est de 860,3 mm. 
La température maximale relevée sur cette station est de 39,6 °C, atteinte le 25 juillet 2019 ; la température minimale est de −18,2 °C, atteinte le 20 décembre 2009,,.
Les paramètres climatiques de la commune ont été estimés pour le milieu du siècle (2041-2070) selon différents scénarios d'émission de gaz à effet de serre à partir des nouvelles projections climatiques de référence DRIAS-2020. Ils sont consultables sur un site dédié publié par Météo-France en novembre 2022.

## Urbanisme

### Typologie
Au 1er janvier 2024, Tranqueville-Graux est catégorisée commune rurale à habitat dispersé, selon la nouvelle grille communale de densité à sept niveaux définie par l'Insee en 2022.
Elle est située hors unité urbaine. Par ailleurs la commune fait partie de l'aire d'attraction de Neufchâteau, dont elle est une commune de la couronne,. Cette aire, qui regroupe 72 communes, est catégorisée dans les aires de moins de 50 000 habitants,.

### Occupation des sols
L'occupation des sols de la commune, telle qu'elle ressort de la base de données européenne d’occupation biophysique des sols Corine Land Cover (CLC), est marquée par l'importance des territoires agricoles (60,7 % en 2018), une proportion sensiblement équivalente à celle de 1990 (60,3 %). La répartition détaillée en 2018 est la suivante : 
terres arables (40,6 %), forêts (39,2 %), prairies (20,2 %). L'évolution de l’occupation des sols de la commune et de ses infrastructures peut être observée sur les différentes représentations cartographiques du territoire : la carte de Cassini (XVIIIe siècle), la carte d'état-major (1820-1866) et les cartes ou photos aériennes de l'IGN pour la période actuelle (1950 à aujourd'hui).

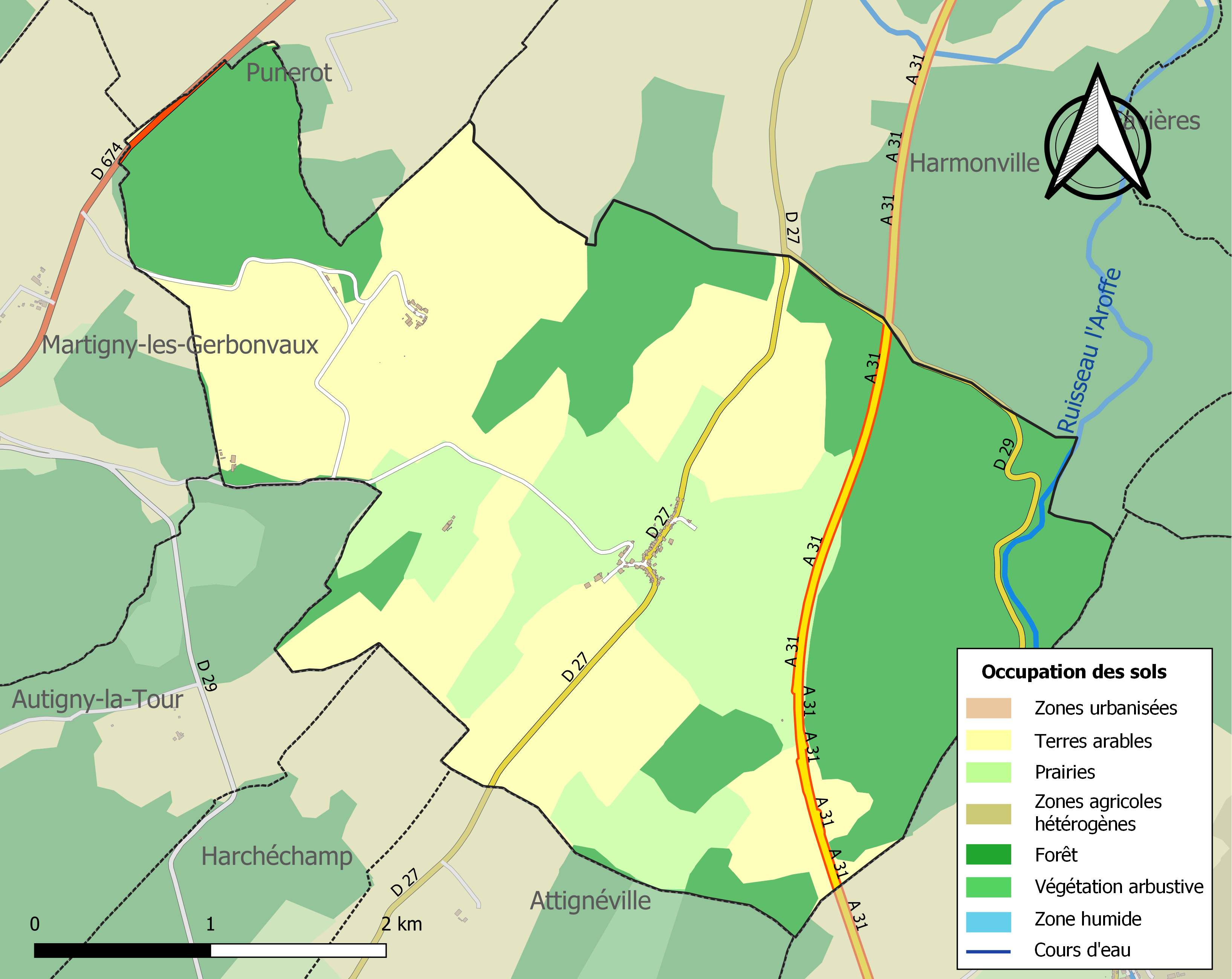
Carte des infrastructures et de l'occupation des sols de la commune en 2018 (CLC).

### Voies de communications et transports

#### Voies routières
- A31 (aussi appelée autoroute de Lorraine-Bourgogne). Échangeur Colombey-les-Belles, Châtenois.

#### Transports en commun

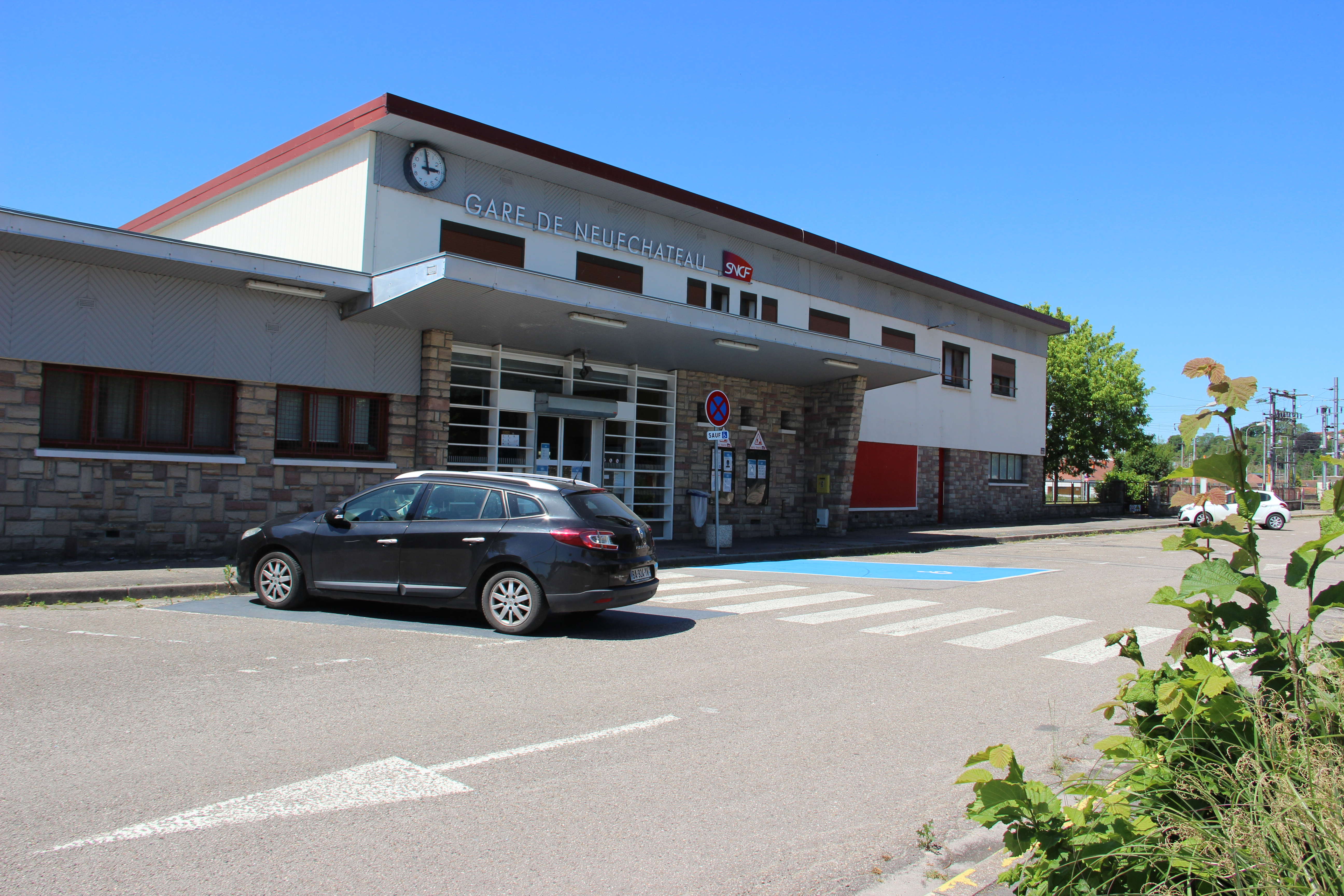
Gare de Neufchâteau.

- Fluo Grand Est.

#### Lignes SNCF
- Gare de Neufchâteau

#### Transports aériens
- L'Aéroport d'Épinal-Mirecourt « Vosges Aéroport ».

À partir de l'été 2021, l’aéroport d’Épinal-Mirecourt est devenu le "pélicandrome" de la Zone Est et servira ainsi de base de ravitaillement et d’intervention pour les avions bombardiers d’eau connus sous le nom de Dash 8.
- Aéroport de Nancy-Essey.

## Toponymie
Le nom de la localité est attesté sous les formes Tranculfi villa (883) ; Trancorville (1262) ; Tranconville (1292) ; Tantonvilla, Tanconvilla (1402) ; Triconville (avant 1466) ; Trancoville (1493) ; Tranqueville (1756).

Étymologie.
Graux, ancien hameau de la commune, est attesté sous les formes Graus (1263) ; Thierions de Graulz (1403) ; Graulx (1601) ; Graux (1756).

Issu du latin gravum « gravier »  signifiant et désignant un terrain pierreux, plein de sable a gros grains  en gaulois.

## Histoire
À la Révolution, Tranqueville fut inclus dans le canton de Vicherey et le district de Mouzon-Meuse, c'est-à-dire de Neufchâteau, la ville au nom trop noble avait été débaptisée.
Quelques années plus tard, le canton de Châtenois engloba celui de Vicherey, à l’exception de Tranqueville, qui dépendit désormais de Coussey.
La fusion de Tranqueville et de Graux date d'une loi du 11 juillet 1882.

## Politique et administration

### Liste des maires
| Période                                  | Période       | Identité                      | Étiquette | Qualité                                |
| ---------------------------------------- | ------------- | ----------------------------- | --------- | -------------------------------------- |
| Les données manquantes sont à compléter. |               |                               |           |                                        |
| mars 1977                                | mars 1983     | François Deranton (1923-2007) |           | Agriculteur                            |
| mars 1983                                | mars 2001     | Hubert Deranton               |           | A succédé à son frère                  |
| mars 2001                                | novembre 2017 | Elphège Barrat                |           | Informaticien retraité, démissionnaire |
| novembre 2017                            | 2020          | Daniel Barbillon              |           |                                        |
| 2020                                     | En cours      | Roxane Baptiste Cambraye      |           | [ 19 ]                                 |

### Budget et fiscalité 2023

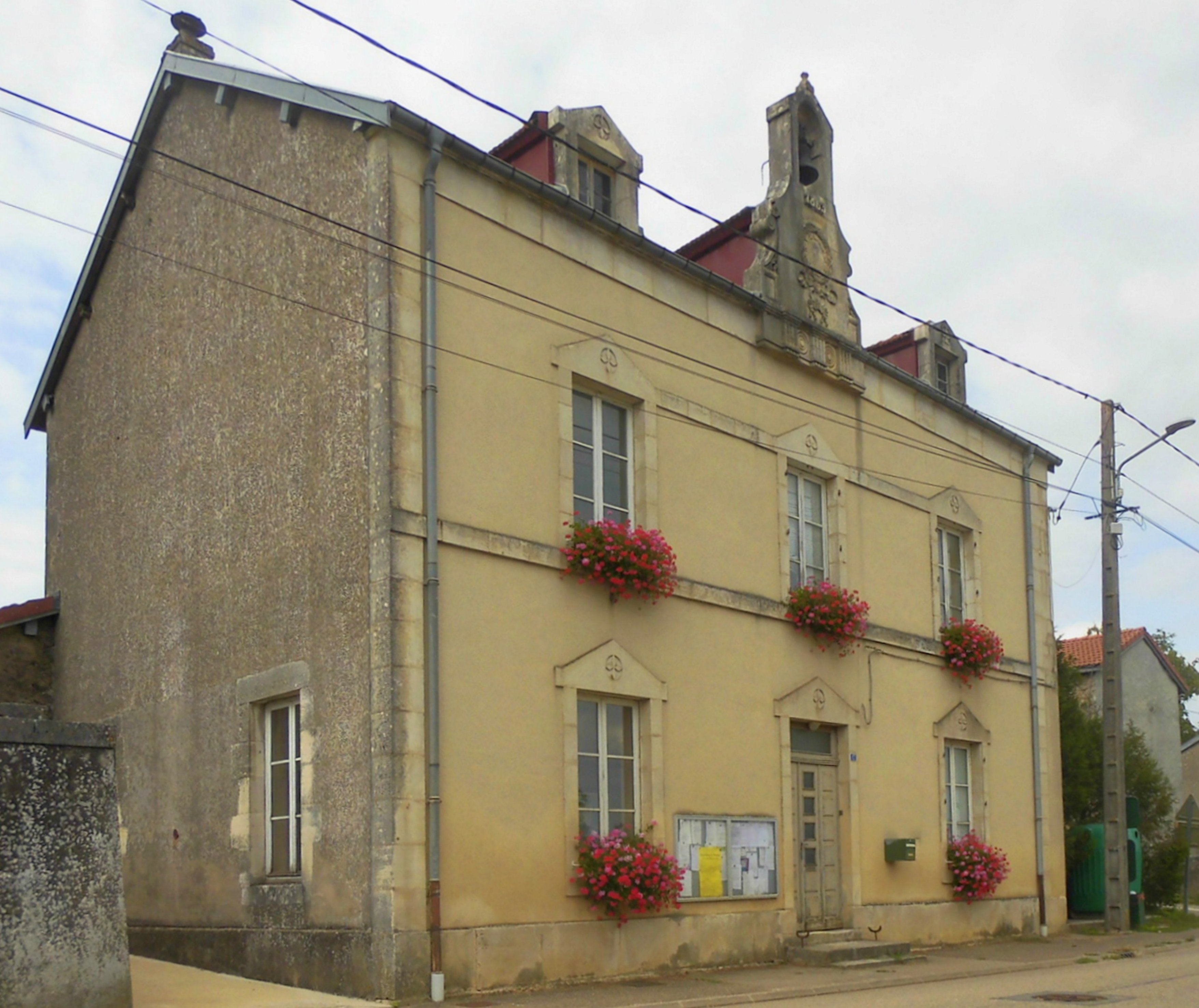
La mairie.

En 2023, le budget de la commune était constitué ainsi :
- total des produits de fonctionnement : 142 000 €, soit 1 363 € par habitant ;
- total des charges de fonctionnement : 65 000 €, soit 624 € par habitant ;
- total des ressources d'investissement : 79 000 €, soit 756 € par habitant ;
- total des emplois d'investissement : 98 000 €, soit 940 € par habitant ;
- endettement : 12 000 €, soit 113 € par habitant.

Avec les taux de fiscalité suivants :
- taxe d'habitation : 8,21 % ;
- taxe foncière sur les propriétés bâties : 30,08 % ;
- taxe foncière sur les propriétés non bâties : 8,66 % ;
- taxe additionnelle à la taxe foncière sur les propriétés non bâties : 0,00 % ;
- cotisation foncière des entreprises : 0,00 %.

Chiffres clés Revenus et pauvreté des ménages en 2021 : médiane en 2021 du revenu disponible, par unité de consommation.

## Population et société

### Démographie

#### Évolution démographique
L'évolution du nombre d'habitants est connue à travers les recensements de la population effectués dans la commune depuis 1793. Pour les communes de moins de 10 000 habitants, une enquête de recensement portant sur toute la population est réalisée tous les cinq ans, les populations de référence des années intermédiaires étant quant à elles estimées par interpolation ou extrapolation. Pour la commune, le premier recensement exhaustif entrant dans le cadre du nouveau dispositif a été réalisé en 2007.

En 2022, la commune comptait 89 habitants, en évolution de −11 % par rapport à 2016 (Vosges : −2,96 %, France hors Mayotte : +2,11 %).
| 1793 | 1800 | 1806 | 1821 | 1831 | 1836 | 1841 | 1846 | 1856 |
| ---- | ---- | ---- | ---- | ---- | ---- | ---- | ---- | ---- |
| 256  | 271  | 285  | 305  | 332  | 357  | 357  | 384  | 383  |

| 1861 | 1866 | 1876 | 1881 | 1886 | 1891 | 1896 | 1901 | 1906 |
| ---- | ---- | ---- | ---- | ---- | ---- | ---- | ---- | ---- |
| 382  | 381  | 319  | 346  | 329  | 316  | 308  | 286  | 276  |

| 1911 | 1921 | 1926 | 1931 | 1936 | 1946 | 1954 | 1962 | 1968 |
| ---- | ---- | ---- | ---- | ---- | ---- | ---- | ---- | ---- |
| 258  | 185  | 180  | 181  | 165  | 161  | 150  | 156  | 127  |

| 1975 | 1982 | 1990 | 1999 | 2006 | 2007 | 2012 | 2017 | 2022 |
| ---- | ---- | ---- | ---- | ---- | ---- | ---- | ---- | ---- |
| 118  | 89   | 83   | 70   | 81   | 82   | 90   | 103  | 89   |

### Enseignement
Établissements d'enseignements :
- Écoles maternelles et primaires à Martigny-les-Gerbonvaux, Soulosse-sous-Saint-Élophe, Favières, Pleuvezain, Rainville.
- Collèges à Colombey-les-Belles, Neufchâteau, Châtenois, Vézelise.
- Lycées à Neufchâteau, Mandres-sur-Vair.

### Santé
Professionnels et établissements de santé :
- Médecins à Vicherey, Colombey-les-Belles, Sauvigny, Coussey, Allamps, Gironcourt-sur-Vraine.
- Pharmacies à Vicherey, Colombey-les-Belles, Coussey, Gironcourt-sur-Vraine, Neufchâteau.
- Hôpitaux à Neufchâteau, Mirecourt, Dommartin-lès-Toul, Mattaincourt, Vittel.

### Cultes
- Culte catholique, Paroisse Saint-Nicolas-Sainte-Jeanne-d'Arc[28], Diocèse de Saint-Dié.

## Économie

### Entreprises et commerces

#### Commerces
- Commerces et services de proximité[29].

## Culture locale et patrimoine

### Lieux et monuments

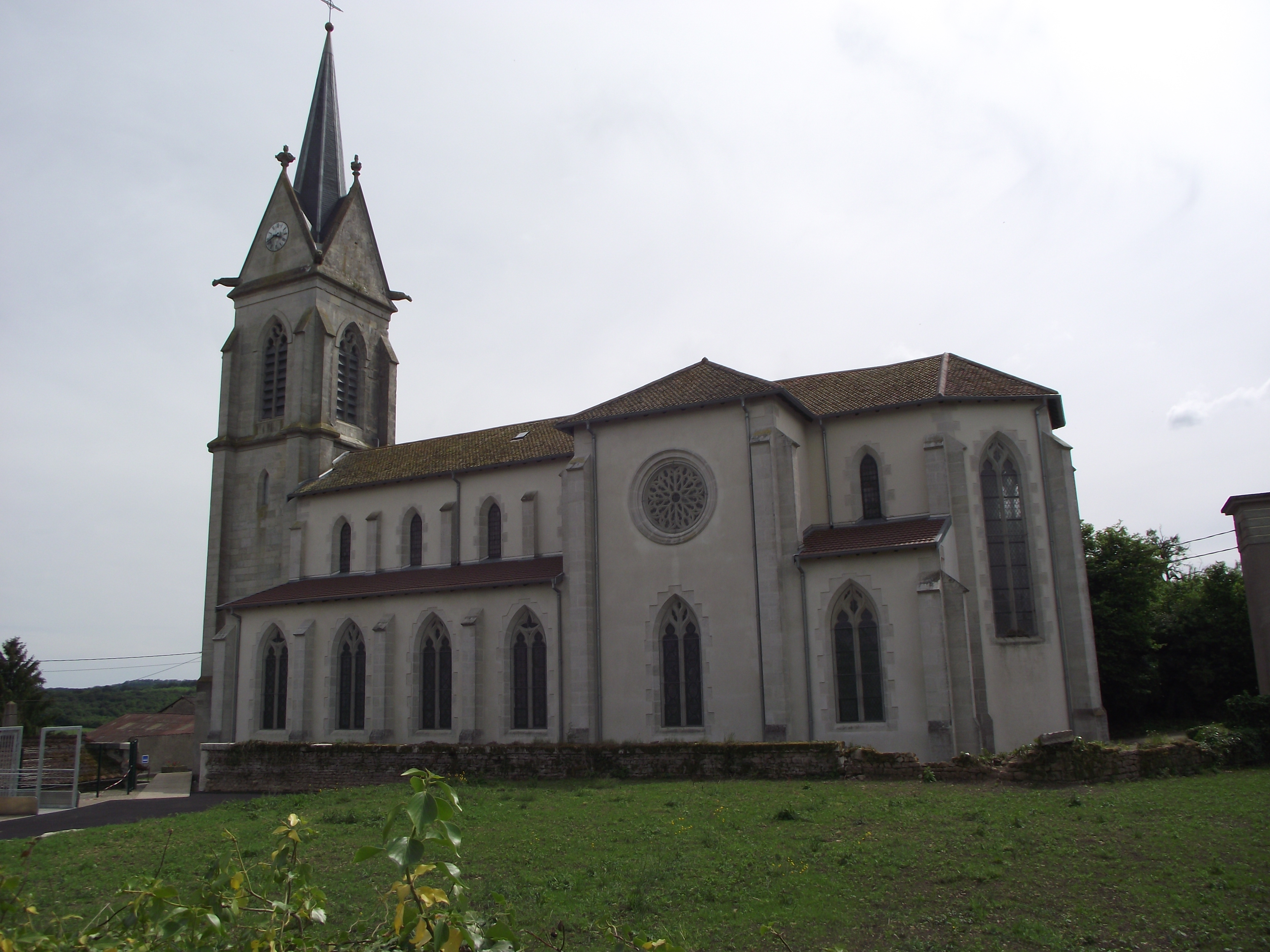
Église Saint-Evre.
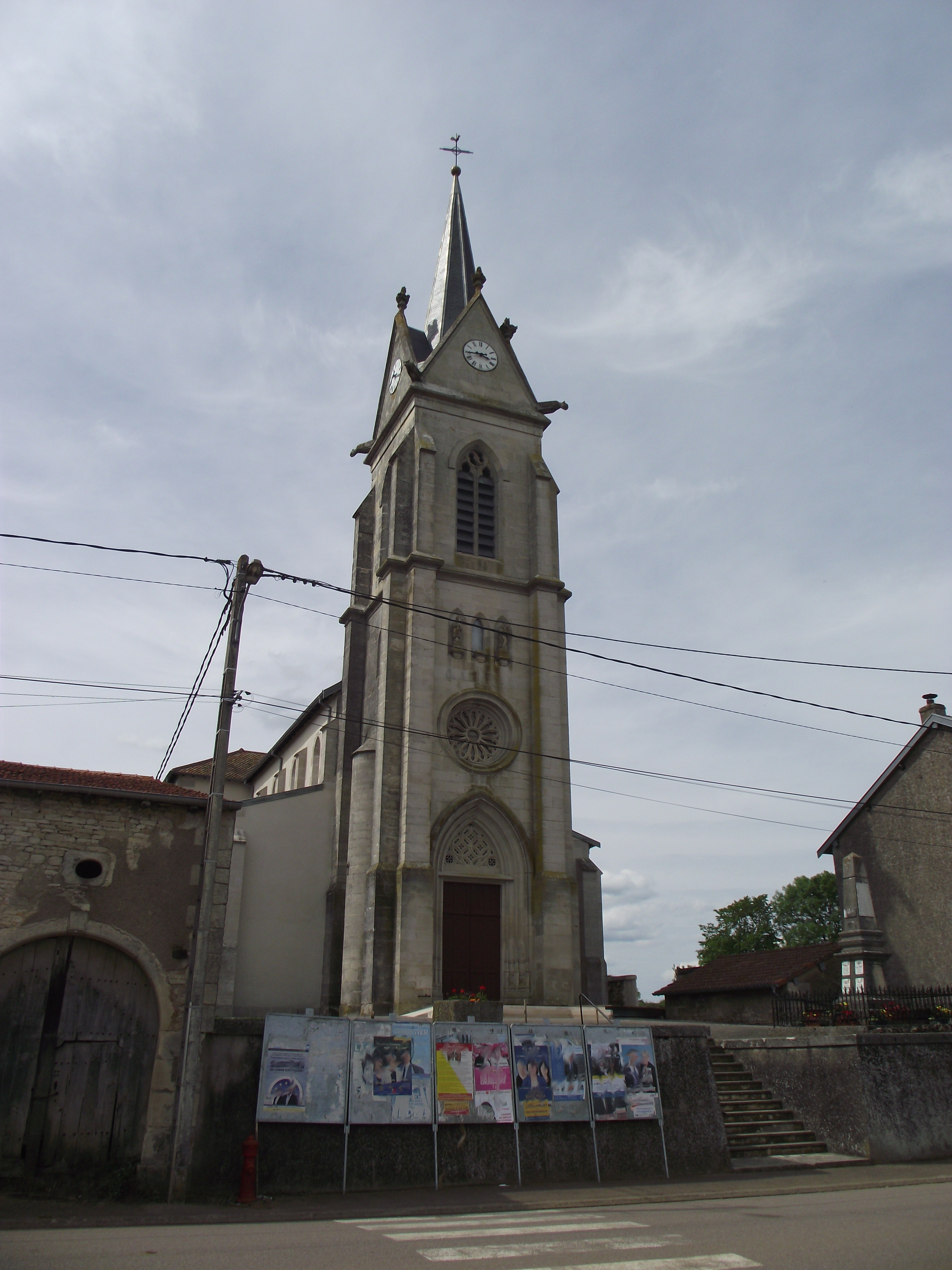
Porche de l'église.
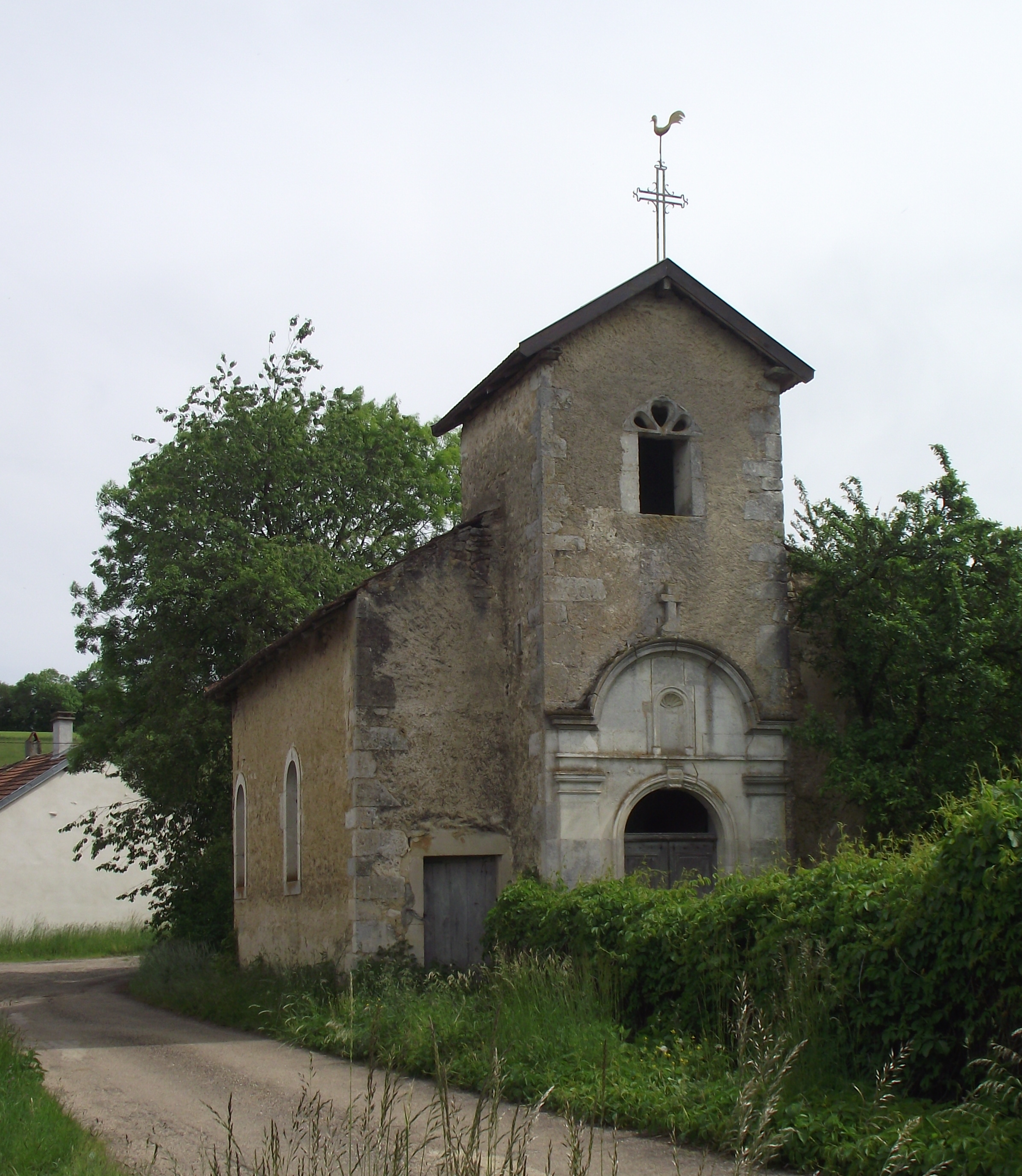
Chapelle Saint-Nicolas.
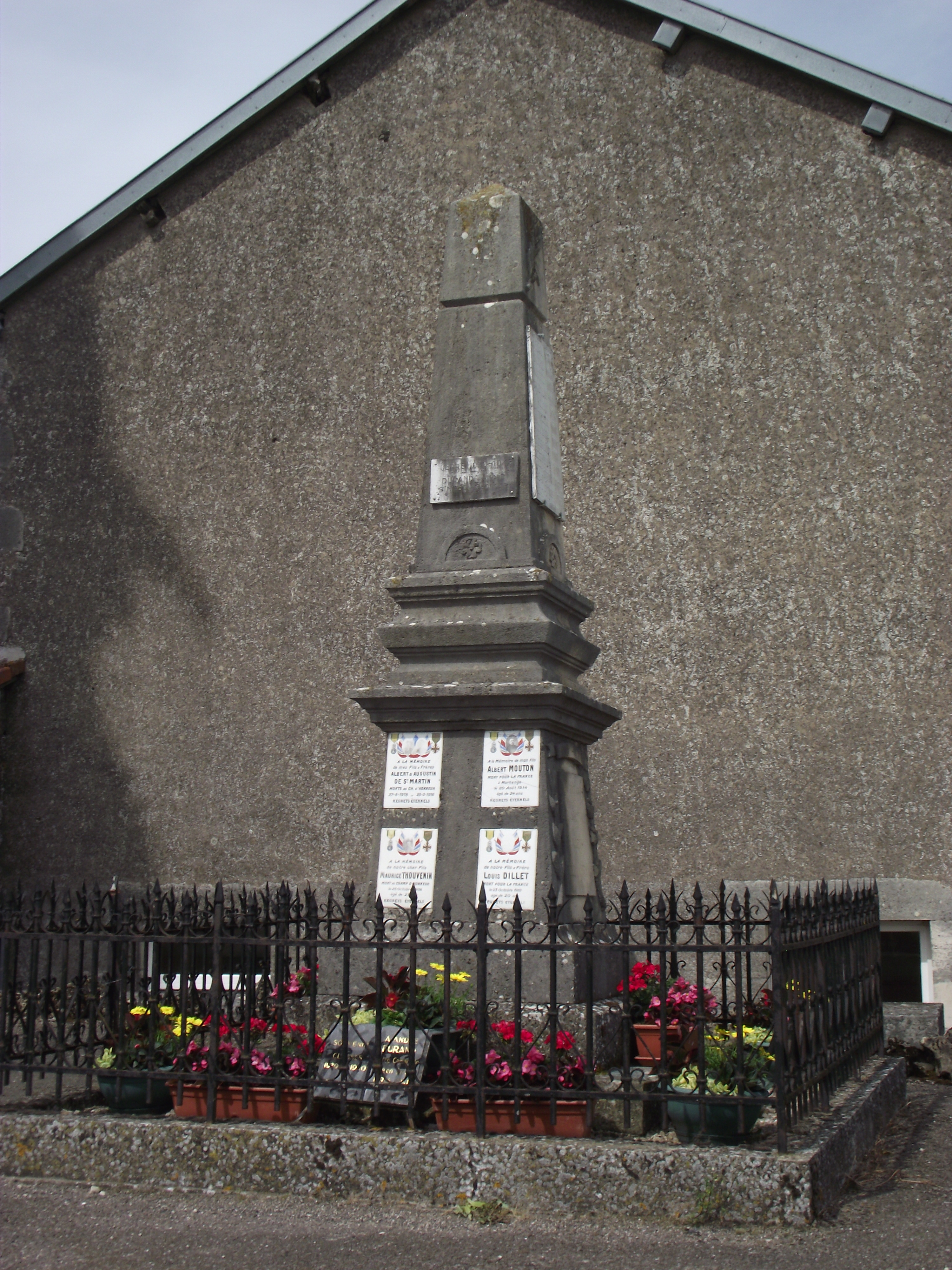
Monument aux morts.

- L'église Saint-Evre de 1859[30],[31].

Retable, haut-relief : la Crucifixion et les douze apôtres,.
- La chapelle Saint-Nicolas du XVIIe siècle dans le hameau de Graux[34].

Chapelle restaurée avec le soutien de la Fondation du patrimoine.
- Le monument aux morts de Tranqueville-Graux en mémoire des morts des deux guerres, situé près devant l'église Saint-Evre[36],[37].
- L'ancien terrain d'aviation de Martigny-lès-Gerbonvaux (en réalité sur la commune de Tranqueville-Graux)[38].
- La croix de mission[39].
- Fontaine[40] - lavoir, restauré avec le soutien de la Fondation du patrimoine[41].
- L'ancien château de Graux, construit par Isembart dit Maillot[42] entre 1259 et 1263[43].

### Personnalités liées à la commune
- Saint Gérard, évêque de Toul[44].
- Médaillés de Sainte-Hélène :

Médaillés de Sainte-Hélène de Tranqueville,
Médaillé de Sainte-Hélène de Graux.
- Comtesse de Graux de Tumejus[47]

### Héraldique, logotype et devise
Commune sans blason.
Armoirie Tranqueville.

## Pour approfondir